# Kulturåret 1714

## Händelser
- Okänt datum - Real Academia Española får sin ordning stadfäst av kung Filip V av Spanien.

## Nya verk
- Nicholas Rowe skrev pjäsen The Tragedy of Jane Shore.

## Födda
- 1 januari - Kristijonas Donelaitis (död 1780), litauisk författare.
- 26 februari - James Hervey (död 1758), religiös författare.
- 8 mars - Carl Philipp Emanuel Bach (död 1788), tysk tonsättare.
- 30 mars - Giacomo Carrara (död 1796), italiensk greve och huvuddonator för Accademia Carrara.
- 21 april - Anna Maria Hilfeling (död 1786), svensk konstnär och miniatyrmålare.
- 2 juli - Christoph Willibald Gluck (död 1787), tysk tonsättare.
- 21 december - Johan Vinqvist (död 1754), svensk boktryckare
- okänt datum - Nils Flodell (död 1759), svensk skådespelare
- okänt datum - Gotthard Friedrich Stenders (död 1796), lettisk författare, präst och språkman.

## Avlidna
- 5 februari - Carlo Fontana (född 1634), italiensk arkitekt.
- 17 april - Haquin Spegel (född 1645), svensk ärkebiskop och diktare.
- 20 maj - Andreas Schlüter (född 1664, tysk arkitekt och skulptör.
- 30 maj - Gottfried Arnold (född 1666, tysk författare.
- 15 december - Andreas Stobæus (född 1642), dansk-svensk hävdaforskare och latinsk skald.
- okänt datum - Pierre Legros d.ä. (född 1629), fransk skulptör under barocken.